# 朝杞铁路
朝杞铁路为河南省地方窄轨铁路，全长168公里，共有车站30个。线路西端起自登封市朝阳沟站，途径新密、新郑、尉氏、通许至杞县。在新郑与京广铁路相交，建有换装线；在竖岗连接竖开铁路至开封县土柏岗。朝杞铁路的主要功能是为登封、新密一带的工矿企业提供煤炭、铝矾土等矿产品外运，以及为杞县等地的用煤企业提供运输服务。铁路于1974年开工，1976年6月建成朝阳沟至尉氏段，至1985年底全线建成通车。铁路目前拥有8条专用支线。1986年，因窄轨铁路运力不足问题逐渐显现，朝杞铁路朝阳沟至新郑段进行了技术改造，使这一区段的运输能力有所提高。
铁路在开通初期曾提供客运服务，后来因客源不足而停运。
目前该线路的新郑至竖岗段正准备并入新建的新开铁路（新密至开封铁路）。

## 车站设置
朝杞铁路共设以下车站：
朝阳沟站、川口站、炮房沟站、大冶镇站、平陌站、西峨沟站、超化站、大隗站、红山庙站、马寨站、新郑南站、新郑东站（换装准轨，连接京广铁路）、八千站、岗李站、大马站、门楼仁站、大桥村站、尉氏站、十八里站、竖岗站（连接竖开铁路）、前刘庄站、通许站、塔湾站、四所楼站、王井阳站、沙窝站、苏木站、邢口站、五里河站、杞县站。